# Fossármúli
Fossármúli är ett berg i republiken Island. Det ligger i regionen Norðurland vestra, 200 km nordost om huvudstaden Reykjavík. Toppen på Fossármúli är 800 meter över havet.
Trakten runt Fossármúli är nära nog obefolkad, med mindre än två invånare per kvadratkilometer. Det finns inga samhällen i närheten. Trakten runt Fossármúli består i huvudsak av gräsmarker.